# トーマス・バーガーセン
トーマス・バーガーセン（Thomas Bergersen、1980年7月4日 - ）はノルウェーの作曲家、マルチ楽器演奏家 。音楽会社であるTwo Steps from Hellの共同設立者。
バーガーセンの作品はアバター、パイレーツ・オブ・カリビアン、The Twilight Saga（英語版）、ナルニア国物語、ハリー・ポッターシリーズ、ダ・ヴィンチ・コード、ザ マミーシリーズ、ダークナイトなど100以上にも及ぶ映画に登場している。

## ディスコグラフィー

### ソロ名義
- Illusions (2011年)（英語版）
- Sun (2014年)（英語版）
- American Dream (2019年)
- Seven (2019年)
- Humanity - Chapter I (2020年)
- Humanity - Chapter II (2020年)
- Humanity - Chapter III (2021年)
- Humanity - Chapter IV (2021年)

### Two Steps from Hell名義
- Invincible (2010年)（英語版)
- Archangel (2011年)（英語版）
- Halloween (2012年)（英語版）
- SkyWorld (2012年)（英語版）
- Classics Volume One (2013年)（英語版）
- Miracles (2014年)（英語版）
- Colin Frake on Fire Mountain (2014年)
- Battlecry (2015年)（英語版）
- Classics Volume Two (2015年)（英語版）
- Vanquish (2016年)（英語版）
- Unleashed (2017年)（英語版）
- Dragon (2019年)